# Liste der 999 Frauen des Heritage Floor/Ištar
Diese Liste beschreibt das Gedeck für Ištar auf dem Tisch der Kunstinstallation The Dinner Party von Judy Chicago. Sie ist Teil der Liste der 999 Frauen des Heritage Floor, die den jeweiligen Gedecken auf dem Tisch zugeordnet sind. Die Namen der 999 Frauen befinden sich auf den Kacheln des Heritage Floor, der unterhalb des Tisches angeordnet, zur Kunstinstallation gehört.

## Beschreibung
Die Installation besteht aus einem dreiseitigen Tisch, an dem jeweils 13 historische oder mythologische Persönlichkeiten, somit insgesamt 39 Personen, von der Urgeschichte bis zur Frauenrechtsbewegung Platz finden. Diesen Personen wurde am Tisch jeweils ein Gedeck bestehend aus einem individuell gestalteten Tischläufer, einem individuell gestalteten Teller sowie einem Kelch, Messer, Gabel, Löffel und einer Serviette zugeordnet. Die erste Seite des Tisches widmet sich der Urgeschichte bis zur Römischen Kaiserzeit, die zweite der Christianisierung bis zur Reformation und die dritte von der Amerikanischen Revolution bis zur Frauenbewegung. Jedem Gedeck auf dem Tisch sind weitere Persönlichkeiten zugeordnet, die auf den Fliesen des Heritage Floor, der den Raum unter dem Tisch und die Mitte des Raumes zwischen den Seiten des Tisches einnimmt, einen Eintrag erhalten haben. Diese Liste erfasst die Persönlichkeiten, die dem Gedeck der Ištar zugeordnet sind. Ihr Platz befindet sich an der ersten Tischseite.

### Hinweise
Zusätzlich zu den Namen, wie sie in der deutschen Transkription oder im wissenschaftlichen Sprachgebrauch benutzt werden, wird in der Liste die Schreibweise aufgeführt, die von Judy Chicago auf den Kacheln gewählt wurde.
Die Angaben zu den Frauen, die noch keinen Artikel in der deutschsprachigen Wikipedia haben, sind durch die unter Bemerkungen angeführten Einzelnachweise referenziert. Sollten einzelne Angaben in der Tabelle nicht über die Hauptartikel referenziert sein, so sind an der entsprechenden Stelle zusätzliche Einzelnachweise angegeben. Bei Abweichungen zwischen belegten Angaben in Wikipedia-Artikeln und den Beschreibungen des Kunstwerks auf der Seite des Brooklyn Museums wird darauf zusätzlich unter Bemerkungen hingewiesen.

### Gedeck für Ištar

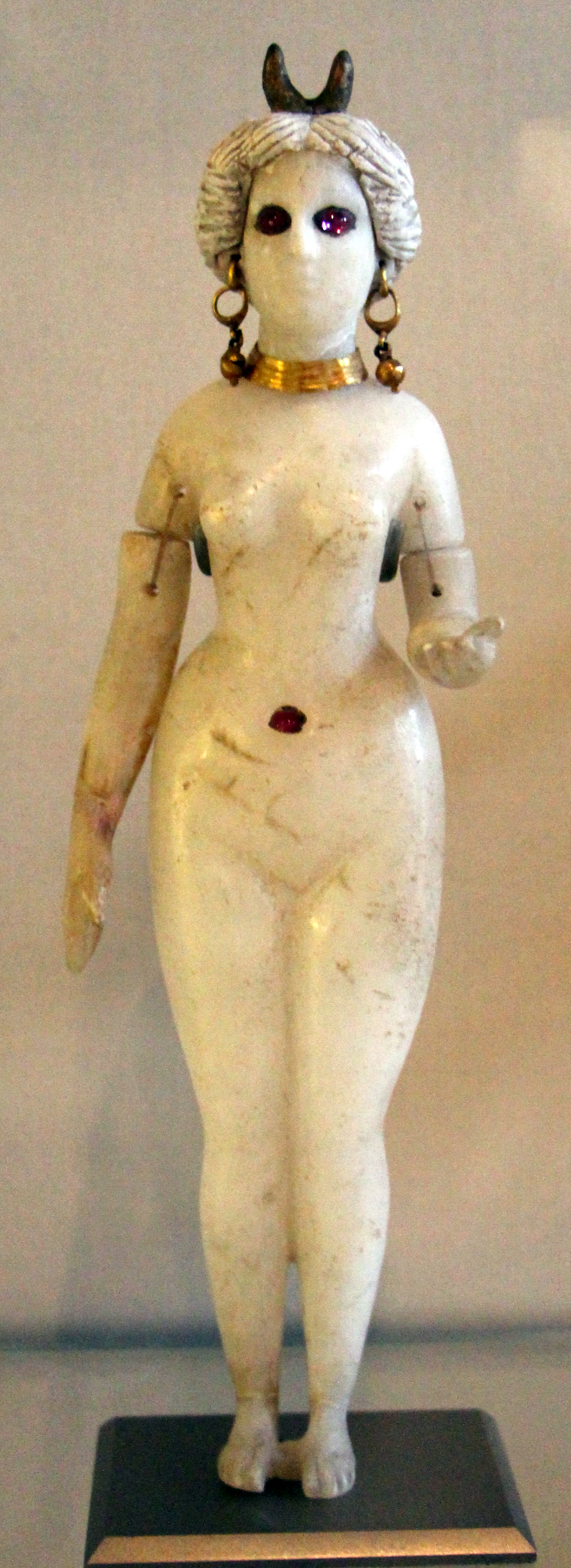
Statuette von Ischtar aus Alabaster, 3.–2. Jahrhundert v. Chr. Musée du Louvre, Paris

Ištar ist der akkadische Name einer sumerischen, in Mesopotamien verehrten Göttin. Sie war die Kriegsgöttin und Göttin der Liebe und des (sexuellen) Begehrens, zudem hatte sie weitere Attribute. Ihr wurde der Planet Venus, der Morgen- und Abendstern, zugeordnet. Ištar galt als Tochter von Sin und Schwester von Šamaš und war die wichtigste weibliche Gottheit im akkadischen Pantheon. Ein Tor in den Mauern von Babylon, das Ištar-Tor, wurde nach ihr benannt, eine Rekonstruktion des Tores befindet sich im Pergamonmuseum, Berlin.
Sie teilte viele Aspekte mit einer früheren sumerischen Göttin, Inanna, auch Inana. Zudem werden ihr viele Liebhaber zugeschrieben. Der vielleicht bekannteste Mythos von Ištar beschreibt, wie sie sich einen jungen Hirten namens Dumuzi (später Tammuz genannt) als ihren Geliebten auserkoren hat. Sie wurden später durch das Ritual „Heilige Ehe“ verbunden. Kurz danach starb Dumuzi. In anderen Mythen kontrolliert Ištar Gewitter und Regen, führt Krieg in der göttlichen Welt und stiehlt dem Gott Enki das Ich.
Zu den mit der Verehrung von Ištar verbundenen Ritualen gehört die „Heilige Ehe“, in der sich ein männlicher Herrscher mit Dumuzi identifiziert. Da die Praxis nur in der Literatur beschrieben wurde, ist unklar, ob es sich um eine rein symbolische oder eine tatsächliche Wiederholung handelte. Bevorzugte Herrscher soll sie im Kampf unterstützt haben, davon zeugen künstlerische Darstellungen und Texte. Auf diese Hilfe gründeten Könige ihre Herrschaft.
In der Kunstinstallation wird Ištar mit architektonischen Motiven verbunden. Die geometrischen Formen ihres Läufers stammen vom Ištar-Tor und der früheren Zikkurat von Ur, die dem Mondgott Nanna gewidmet ist, der einer Überlieferung nach der göttliche Vater von Ištar war. Die aufsteigenden Stufen neben dem Namen auf dem Tischläufer stellen die aufsteigenden Stufen der Zikkurats nach, die Innenseite des oberen Bogens, gearbeitet im Ziegelstich, ist ein Hinweis auf die Kacheln des Ištar-Tors. Durch die architektonischen Motive soll auf den Fortschritt der Zivilisation und die Beziehung zur Anbetung der Göttin hingewiesen werden, die durch die bessere Organisation eine Stärkung in der Gesellschaft erfuhr. Umrandet ist der Tischläufer mit einem schwarzen Zopf, der an die Technik des Flechtens erinnert.
Die farbliche Gestaltung des Tellers und des Tischläufers mit Goldtönen und grünen Reflexen wurde als Ištar-Farben bezeichnet. Gold soll ihre Größe repräsentieren und an die Farbe der mesopotamischen Architektur und Landschaft erinnern. Grün ist die heilige Farbe der Ištar. Sie ist auf dem Teller als positive Schöpferin mit mehreren brustähnlichen Formen dargestellt, die auf ihre Rolle als Lebensspenderin hinweisen sollen.
Da Ištar normalerweise als spätere Form von Inanna, einer sumerischen Göttin, identifiziert wird, gibt es viele Ähnlichkeiten zwischen ihren Mythen und künstlerischen Darstellungen. Die beiden werden oft als eine Göttin mit einer Tradition gesehen. In weiten Teilen der Literatur werden sie als ein einzelnes Wesen bezeichnet. In der Installation The Dinner Party hat Judy Chicago jedoch beschlossen, sie als zwei getrennte Gottheiten zu betrachten. Inanna ist als einer der Ishtar zugeordneten Namen auf dem Heritage Floor zu finden.
| Name         | Schreibweise auf der Kachel | Geburtsdatum      | kulturräumliche Zuordnung                      | Bemerkungen | Bild |
| ------------ | --------------------------- | ----------------- | ---------------------------------------------- | --- | ---- |
| Amat-mamu    | Amat-Mamu                   | um 1750 v. Chr.   | Mesopotamien, Altbabylonische Zeit             | Priesterin und Schreiberin, lebte als Nadītu im Sippar von Babylon und erreichte ein hohes Alter. |      |
| Anahita      | Anahita                     | N/A               | Persische Mythologie                           | Göttin des Wassers und gleichzeitig der Fruchtbarkeit sowie die Vergöttlichung des den kosmischen Ozean speisenden „Weltflusses“. |      |
| Anath        | Anath                       | N/A               | Syrisch-kanaanäische und Ägyptische Mythologie | Göttin des Krieges, Schutzgöttin gegen wilde Tiere. Neben ihrer Rolle als Kriegsgöttin fungierte Anat auch als Liebesgöttin. |      |
| Aphrodite    | Aphrodite                   | N/A               | Griechische Mythologie                         | Göttin der Liebe, der Schönheit und der sinnlichen Begierde und eine der kanonischen zwölf olympischen Gottheiten. |      |
| Arinna       | Arinitti                    | N/A               | Hethitische Mythologie                         | Die Sonnengöttin von Arinna ist in der hethitischen Mythologie die Hauptgöttin und Frau des Wettergottes Tarḫunna. Sie leitete das Königtum und galt als „Königin aller Länder“. |      |
| Aschera      | Asherah                     | N/A               | Syrisch-kanaanäische Göttin                    | Syrisch-kanaanäische Meeresgöttin. Archäologische Funde lassen vermuten, dass Israeliten Ashera als Ehefrau von JHWH ansahen. Zu ihr wird im Kunstwerk ausgeführt, dass sie mit Athirat, der Muttergöttin von Ur gleichzusetzen ist. Die Praxis hebräischer Frauen, kleine Kuchen in der Form von Asherah zu backen, diese zu segnen und zu verspeisen, wird im Kunstwerk als Grundlage für die im katholischen Gottesdienst verwendete Hostie bezeichnet. |      |
| Astarte      | Ashtoreth                   | N/A               | Westsemitische Göttin                          | Himmelskönigin und Liebesgöttin mehrerer westsemitischer Völker. Im Kunstwerk wird sie als Ashtoreth beschrieben, die identisch mit Asherah, Astarte und Ištar ist, die alle die Manifestationen derselben Göttin sind, die jedoch in unterschiedlichen Regionen verehrt wurden. Ashtoreth wäre die höchste weibliche Gottheit der Phönizier gewesen, verbunden mit Baal, zuständig für Liebe und Fruchtbarkeit.                                           |      |
| Astarte      | Astarte                     | N/A               | Westsemitische Göttin                          | Himmelskönigin und Liebesgöttin mehrerer westsemitischer Völker. Im Kunstwerk wird sie als Astarte beschrieben, die identisch mit Ištar, Ashtoreth und Asherah ist und phönizische Göttin der Liebe und Fruchtbarkeit ist, sowie Schutzpatronin von Sidon. Sie war die Partnerin von Baal. |      |
| Baranamtarra | Baranamtarra                | 24. Jh. v. Chr.   | Mesopotamien, Sumer                            | Ehefrau des frühdynastischen Königs Lugalanda von Lagaš. |      |
| Blodeuwedd   | Blodeuwedd                  | N/A               | Keltische Mythologie                           | Weibliche Sagengestalt der keltischen Mythologie von Wales aus der Erzählung Math fab Mathonwy. |      |
| Ceridwen     | Cerridwen                   | N/A               | Keltische Mythologie                           | Gersten- und Mondgöttin, die den kontinuierlichen Kreislauf von Leben und Tod symbolisiert. |      |
| Cybele       | Cybele                      | N/A               | Phrygien                                       | Göttin, die zusammen mit ihrem Geliebten Attis ursprünglich in Phrygien (Kleinasien) und später in Griechenland, Thrakien und Rom verehrt wurde. |      |
| En-hedu-anna | Encheduanna                 | etwa 2250 v. Chr. | Mesopotamien, Ur                               | En-hedu-anna war Entu-Priesterin, somit Hohepriesterin des Mondgottes Nanna in der südmesopotamischen Stadt Ur und gleichzeitig auch dessen Gemahlin. Neben ihrer wichtigen Position im Land gilt sie als erste historisch bekannte Autorin, deren Werke schriftlich überliefert wurden. |      |
| Ḫannaḫanna   | Hannahanna                  | N/A               | Hethitische Mythologie                         | Ihr Name bedeutet „Urgroßmutter“ (von hethitisch ḫanna- = Großmutter). Sie wurde mit der mesopotamischen Muttergöttin Dingirmaḫ gleichgesetzt. |      |
| Hathor       | Hathor                      | N/A               | Ägyptische Mythologie                          | Muttergottheit. Sie war auch Totengöttin und Göttin der Liebe, des Friedens, der Schönheit, des Tanzes, der Kunst und der Musik. |      |
| Iltani       | Iltani                      | um 1750 v. Chr.   | Altbabylonisches Reich                         | Königin von Karana, Tochter des Sumu-Addu und Schwester von Amat-Šamaš, einer Šamaš-Nadītum. |      |
| Inanna       | Inanna                      | N/A               | Sumerische Mythologie                          | Eine der großen sumerischen Göttinnen unter An oder nach Besitznahme des Heiligtums Eanna auch neben An. |      |
| Isis         | Isis                        | N/A               | Ägyptische Mythologie                          | Göttin der Geburt, der Wiedergeburt und der Magie, aber auch Totengöttin. |      |
| Kubaba       | Kubaba                      | N/A               | Hethitische Mythologie                         | Göttin, die von den Hethitern verehrt wurde. Sie war die Stadtgöttin von Karkemiš und wurde auch „Königin von Karkamiš“ genannt. |      |
| Puabi        | Shub-Ad of Ur               | um 2500 v. Chr.   | Mesopotamien, Sumer                            | Königin oder Hofdame, die auf dem Königsfriedhof von Ur begraben wurde. |      |
| Šibtum       | Shibtu                      | um 1775 v. Chr.   | Mesopotamien, Mari                             | Königin von Mari. Viele Korrespondenztafeln zwischen Šibtum und ihrem Ehemann, König Zimri-Lim, überlebten und zeigen, dass sie oft die Angelegenheiten des Königreiches verwaltet hat. |      |
| Tanit        | Tanith                      | N/A               | Punische Mythologie                            | Göttin der Fruchtbarkeit, weibliche Hauptgottheit Karthagos, löste in dieser Rolle Astarte ab. |      |

Einzelnachweise
1. ↑  Brooklyn Museum: Ishtar. In: brooklynmuseum.org. Abgerufen am 29. September 2019.
2. ↑  Brooklyn Museum: Asherah. In: brooklynmuseum.org. Abgerufen am 17. November 2019.
3. ↑  Brooklyn Museum: Ashtoreth. In: brooklynmuseum.org. Abgerufen am 30. September 2019.
4. ↑  Brooklyn Museum: Astarte. In: brooklynmuseum.org. Abgerufen am 30. September 2019.